# Budapest VII. kerületének műemléki listája
| Kép | Törzsszám | Cím                                                                          | Név                                                                                    | Helyrajzi szám   |
| --- | --------- | ---------------------------------------------------------------------------- | -------------------------------------------------------------------------------------- | ---------------- |
|     | 16360     | Városligeti fasor 17–21.                                                     | Fasori evangélikus templom                                                             | 33501            |
|     | 16360     | Városligeti fasor 17–21.                                                     | Budapest-Fasori Evangélikus Gimnázium                                                  | 33501            |
|     | 15575     | Alsóerdősor utca 7., Dohány utca 79., Rózsák tere 2., Péterfy Sándor utca 2. | Erzsébet kórház                                                                        | 33591            |
|     | 15580     | Dob utca 75–81., Hársfa utca 47., Csengery János utca 14–16.                 | Közlekedési és Postaügyi Minisztérium                                                  | 33893            |
|     | 15581     | Dohány utca 8.                                                               | Dohány utcai zsinagóga                                                                 | 34515            |
|     | 15585     | Városligeti fasor 5–7.                                                       | Fasori református templom                                                              | 33509/1, 33509/2 |
|     | 15588     | Kazinczy Ferenc utca 29–31.                                                  | Kazinczy utcai zsinagóga és lakóház                                                    | 34265            |
|     | 15602     | Rottenbiller utca 50., Dob utca 111.                                         | volt Erzsébet Leányárvaház                                                             | 33824            |
|     | 15604     | Rumbach Sebestyén utca 11–13.                                                | Rumbach utcai zsinagóga                                                                | 34199            |
|     | 15906     | Kazinczy Ferenc utca 21.                                                     | Magyar Elektrotechnikai Múzeum                                                         | 34262            |
|     | 15938     | Rózsák tere 4–5.                                                             | Gróf Brunszvik Teréz Óvoda                                                             | 33588            |
|     | 15962     | Rózsák tere                                                                  | Árpád-házi Szent Erzsébet-plébániatemplom                                              | 33589/1, 33589/1 |
|     | 15972     | Rózsák tere 8.                                                               | az előzőhöz kapcsolódó plébániaépület                                                  | 33584, 33584     |
|     | 16105     | Dohány utca 2–4.                                                             | Magyar Zsidó Múzeum és Levéltár és modern stílusú Hősök Emléktemploma alkotta együttes | 34520            |
|     | 16141     | Síp utca 12., Wesselényi Miklós utca 7.                                      | hitközségi székházból és iskolaépületből álló épületkomplexum                          | 34507            |
|     | 16176     | Rózsák tere 9–10.                                                            | Istenszülő oltalma görögkatolikus templom                                              | 33583            |
|     | 16314     | István utca 2.                                                               | Szent István Egyetem, Állatorvos-tudományi Kar (korábban Állatorvostudományi Egyetem)  | 33298            |
|     |           | Dohány utca 22.                                                              | Árkád Bazár                                                                            |                  |
|     |           | Rákóczi út 30.                                                               | Grünwald-ház                                                                           |                  |
|     |           | Károly körút                                                                 | Erzsébetvárosi lőtorony                                                                |                  |
|     |           | Erzsébet körút 9–11.                                                         | New York-palota                                                                        |                  |
|     |           | Király utca 47.                                                              | Pékáry-ház                                                                             |                  |